# Ґромбково (Великопольське воєводство)
Ґромбково (пол. Grąbkowo, нім. Gromkow) — село в Польщі, у гміні Ютросін Равицького повіту Великопольського воєводства.
Населення — 344 особи (2011).
У 1975-1998 роках село належало до Лешненського воєводства.

## Демографія
Демографічна структура станом на 31 березня 2011 року:
|          | Загалом | Допрацездатний вік | Працездатний вік | Постпрацездатний вік |
| -------- | ------- | ------------------ | ---------------- | -------------------- |
| Чоловіки | 178     | 37                 | 127              | 14                   |
| Жінки    | 166     | 38                 | 95               | 33                   |
| Разом    | 344     | 75                 | 222              | 47                   |